# Ernst Schauss
Ernst Schauss (* 19. Februar 1906 in Biskirchen; † 29. August 1972 in Wetzlar) war ein deutscher Politiker (FDP) und Abgeordneter des Hessischen Landtags.

## Leben
Ernst Schauss studierte nach dem Abitur Berufsschulpädagogik, Wirtschafts- und Sozialwissenschaften sowie Rechts- und Staatswissenschaften und arbeitete nach dem Abschluss als Diplom-Handelslehrer 1930 als Lehrer. Am 1. Mai 1933 trat er der NSDAP bei (Mitgliedsnummer 2.369.838). Zwischen 1931 und 1938 führte er eine eigene Handelsschule in Wetzlar. Danach war er ab 1940 Direktor der Handelslehranstalt in Königshütte (Oberschlesien) und Studiendirektor der Handels- und Berufsschulen in Marienburg (Westpreußen). 1944 wurde er zum Kriegsdienst eingezogen und schwer verwundet. Nach dem Krieg arbeitete er als freier Berufserzieher und ab 1958 wieder im Staatsdienst.
Seit 1948 war Schauss Mitglied der FDP. 1949 war er 2. Vorsitzender und 1950 bis 1965 Kreisvorsitzender im Kreis Wetzlar und später Ehrenvorsitzender. Seit 1952 war er Abgeordneter und Fraktionsführer seiner Partei im Kreistag (bis 1968). Vom 28. November 1954 bis zum 8. November 1958 und erneut vom 1. Dezember 1958 bis zum 30. November 1970 war Schauss Mitglied des hessischen Landtags. 1964 war er Mitglied der 4. Bundesversammlung.
Ernst Schauss war Vorstandsmitglied der Kreissparkasse Wetzlar.